# Loi de Stokes
Pour les articles homonymes, voir Stokes.
La loi de Stokes, nommée en l'honneur de George Stokes (1819 – 1903), est une loi donnant la force de traînée hydrodynamique s'exerçant sur une sphère en déplacement dans un fluide. 

## Description
Si le nombre de Reynolds est très inférieur à 1 (écoulement rampant) et si la sphère est suffisamment loin de tout autre corps, de tout obstacle ou paroi latérale (on considère une paroi éloignée d'au moins dix fois le rayon de la sphère), alors la force de traînée hydrodynamique {\displaystyle {\vec {T}}} qui s'exerce sur une sphère de diamètre {\displaystyle D} est :
{\displaystyle {\vec {T}}=-3\pi \,\mu \,\,{\vec {v}}\,D}
où {\displaystyle \mu } est la viscosité dynamique du fluide (en Pa s) et {\displaystyle D} le diamètre de la sphère.
Cette formule de Stokes de la traînée hydraulique {\displaystyle T=3\pi \ \mu VD} n'est en principe valide que pour les Reynolds diamétraux {\displaystyle Re_{D}={\frac {VD}{\nu }}} très inférieurs à 1 mais, dans la pratique, les mesures de traînée des sphères la confirment jusqu'au Reynolds unitaire,,.

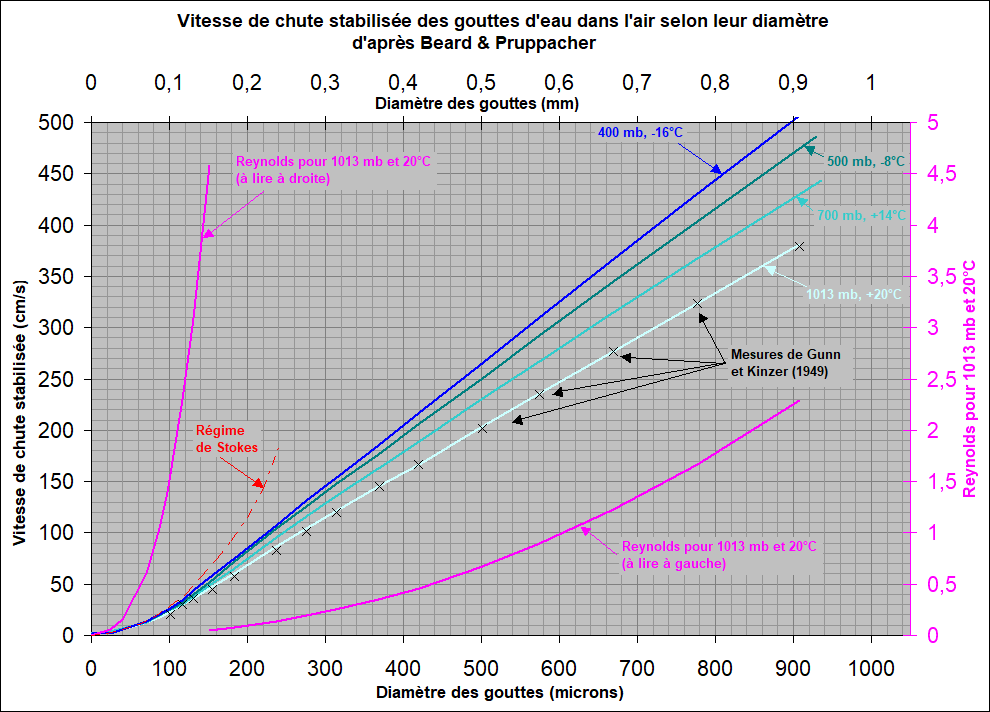
Vitesse de chute stabilisée des petites gouttes d'eau dans l'air selon leur diamètre.

La loi de Stokes permet de prédire la vitesse de chute stabilisée (ou vitesse limite) d'une sphère soumise à la pesanteur dans un fluide, par exemple la vitesse de chute stabilisée de petites gouttes d'eau tombant dans l'air (les petites gouttes d'eau sont sphériques) (graphe ci-contre). Dans ce dernier cas particulier (très fréquent en météorologie), lorsque les effets du poids, de la poussée d’Archimède et de la traînée hydrodynamique {\displaystyle T} du fluide sur la sphère s'équilibrent, on peut écrire : 
{\displaystyle T=3\pi \mu _{\mathrm {air} }VD={\frac {\pi D^{3}}{6}}(\rho _{\mathrm {eau} }-\rho _{\mathrm {air} })g}
où {\displaystyle \mu _{\mathrm {air} }} est la viscosité dynamique de l’air (en Pa s), {\displaystyle V} la vitesse de chute stabilisée de la sphère, {\displaystyle D} son diamètre, {\displaystyle \rho _{\mathrm {eau} }} la masse volumique de l’eau, {\displaystyle \rho _{\mathrm {air} }} la masse volumique de l’air et g l'accélération de la pesanteur.

On peut tirer de l’égalité précédente la valeur de la vitesse de chute stabilisée {\displaystyle V} de cette goutte de diamètre {\displaystyle D} :
{\displaystyle V={\frac {D^{2}(\rho _{\mathrm {eau} }-\rho _{\mathrm {air} })g}{18\mu _{\mathrm {air} }}}} 

Pour des gouttes composées essentiellement d’eau décantant dans l’air au niveau de la mer, on peut prendre {\displaystyle (\rho _{\mathrm {eau} }-\rho _{\mathrm {air} })\approx \rho _{\mathrm {eau} }=1000\ \mathrm {kg/m} ^{3}} et {\displaystyle \mu _{\mathrm {air} }} comme valant 1,82 × 10−5 Pa s. On dégage alors :
{\displaystyle V_{cm/s}\approx 3\ 10^{-3}D_{\mu m}^{2}},
{\displaystyle V_{cm/s}} étant comme précisé exprimée en cm/s et le diamètre {\displaystyle D_{\mu m}} en microns.

Cette relation entre la vitesse de chute stabilisée et le diamètre des gouttes d'eau est représentée dans la portion gauche du graphe ci-dessus qui concerne le régime de Stokes.

## Variante avec centrifugation
La loi de Stokes est également utilisée pour décrire la vitesse à laquelle les particules se déplacent dans une centrifugeuse. Pendant la centrifugation, l'accélération de la pesanteur est remplacée par l'accélération due à la force centrifuge. g est alors remplacé dans la formule par :
{\displaystyle R\ {\omega ^{2}}}
avec 
{\displaystyle \omega }, la vitesse angulaire de la centrifugeuse (en rad/s) ;
{\displaystyle R}, la distance de la particule de l'axe de rotation de la centrifugeuse.
La vitesse de sédimentation avec laquelle la particule se déplace est alors :
{\displaystyle v={\frac {2\,r^{2}\,R\ {\omega ^{2}}\,\Delta (\rho )}{9\,\mu }}}

## Utilisations
Cette loi est utilisée pour déterminer :
- la viscosité des liquides avec par exemple un viscosimètre à chute de bille ;
- la granulométrie de particules en suspension par des techniques tels que la sédimentométrie (pipette d’Andreasen), la centrifugation analytique et l'élutriation.

Cette loi est utilisée aussi pour stabiliser physico-chimiquement les colloïdes (suspension et émulsion) en augmentant la viscosité du fluide, en réduisant la taille des particules ou des gouttelettes dispersées et/ou en diminuant la différence de masse volumique entre ces dernières et le fluide.
Cette loi est utilisée aussi pour séparer :
- des particules d'un fluide par flottaison ou par décantation en augmentant la température du mélange ce qui induit une baisse de la viscosité ;
- des particules d'un fluide par centrifugation ou par ultracentrifugation en augmentant l’accélération.